# Gesetz zur Förderung der Steuerehrlichkeit
Das Gesetz zur Förderung der Steuerehrlichkeit (BGBl. 2003 I S. 2928) ist ein Artikelgesetz, das Sozialbehörden, Zoll, Polizei und Finanzämtern die Abfrage von Kontenstammdaten von Bankkunden erlaubt (Kontenabruf). Dies dient der Kontrolle von deren Angaben in Anträgen auf Sozialleistungen und in der Steuererklärung, zur Aufdeckung von Leistungsmissbrauch und Steuerstraftaten.

## Gesetz über die strafbefreiende Erklärung
Artikel 1 des Gesetzes enthält das Gesetz über die strafbefreiende Erklärung (Strafbefreiungserklärungsgesetz – StraBEG) – auch Amnestiegesetz genannt – das „Steuersündern“ nach dem 31. Dezember 2003 und vor dem 1. April 2005 die Möglichkeit gab, unrichtige oder unvollständige Angaben über steuerlich erhebliche Tatsachen richtigzustellen. Folge der Richtigstellung war eine Steueramnestie. Bundesregierung und Gesetzgeber erhofften sich durch diese „Brücke in die Steuerehrlichkeit“ zusätzliche Steuereinnahmen in Höhe von fünf Milliarden Euro. Tatsächlich beliefen sich die zusätzlichen Steuereinnahmen auf nur etwa 1,4 Milliarden Euro, also auf 28 Prozent der geschätzten Summe. Im Gegensatz zu früheren Steueramnestien wurde hierbei durch eine, je nach Art der hinterzogenen Steuer reduzierte Bemessungsgrundlage angesetzt, so dass weniger Steuer zu zahlen war, als von ehrlichen Steuerzahlern verlangt wurde.

## Abgabenordnung
Artikel 2 des Gesetzes änderte die Abgabenordnung. Die Änderung erlaubt es den Finanzämtern, über das Bundeszentralamt für Steuern Daten aus den nach § 93b Abgabenordnung zu führenden Dateien abzurufen, wenn dies zur Festsetzung oder Erhebung von Steuern erforderlich ist und ein Auskunftsersuchen an den Steuerpflichtigen nicht zum Ziele geführt hat oder keinen Erfolg verspricht. Andere Behörden und Gerichte können ebenfalls Auskünfte erhalten, wenn eigene Ermittlungen erfolglos waren oder keinen Erfolg versprechen und das Gesetz, das sie ausführen, an Begriffe des Einkommensteuergesetzes anknüpft (z. B. Sozialhilfe, Ausbildungsförderung, Wohngeld). Diese Änderung trat am 1. April 2005 in Kraft. Zur Entwicklung der Kontenabrufe siehe Hauptartikel Kontenabruf.

## Entscheidungen des Bundesverfassungsgerichts

### Antrag auf Erlass einer einstweiligen Anordnung
Das Bundesverfassungsgericht lehnte es am 23. März 2005 ab, eine einstweilige Anordnung zu erlassen, mit der das Inkrafttreten der Änderung der Abgabenordnung zum 1. April 2005 verhindert werden sollte.

### Verfassungsbeschwerde
Das Bundesverfassungsgericht hält die Vorschriften zum automatischen Kontenabruf im Urteil vom 13. Juni 2007 größtenteils für rechtmäßig. Die Abfragemöglichkeit von Kontostammdaten steht demzufolge zum größten Teil im Einklang mit dem Grundgesetz. § 93 Absatz 8 der Abgabenordnung war mit dem Grundgesetz unvereinbar, da er die Einzelheiten nicht ausreichend festlegt. Die vom Bundesverfassungsgericht geforderte Änderung des § 93 Abs. 8 der Abgabenordnung erfolgte durch Artikel 6 des Unternehmensteuerreformgesetz 2008.

### Normenkontrollverfahren
Im Jahr 2005 hatte das Finanzgericht Köln dem Bundesverfassungsgericht im Rahmen eines Normenkontrollverfahrens die Fragen zur Entscheidung vorgelegt, ob
1. die Vorschriften der §§ 20 Abs. 1, 32a EStG in der für die Veranlagungszeiträume 2000 bis 2002 maßgeblichen Fassung mit dem Grundgesetz insoweit unvereinbar sind, wie sie im Zusammenwirken mit den ergänzenden Regelungen des Strafbefreiungserklärungsgesetzes steuerehrliche Steuerpflichtige einer höheren Steuer unterwerfen als dies für Steuerunehrliche geschieht und
2. die Vorschrift des § 20 Abs. 1 Nr. 7 EStG mit dem Grundgesetz unvereinbar ist, weil die Durchsetzung des aus dem Bezug von Zinseinkünften erwachsenden Steueranspruchs wegen struktureller Vollzugshindernisse weitgehend vereitelt wird.[3]

Das Bundesverfassungsgericht wies die Vorlage des Finanzgerichts Köln am 25. Februar 2008 als unzulässig zurück.